# مفيد الجزائري
مفيد محمد جواد الجزائري هو سياسي عراقي. احتفظ مفيد الجزائري بمنصبه وزيرا للثقافة في الحكومة العراقية المؤقتة الذي تولاه في حكومة مجلس الحكم في العراق السابقة.
عمل الجزائري، الذي ولد في محافظة بابل عام 1939م، في الصحافة وتولى مسؤولية تحرير صحيفة طريق الشعب، الناطقة باسم الحزب الشيوعي العراقي حتى انهيار النظام السابق في 9 أبريل/نيسان عام 2003.
حاصل على درجة الماجستير في الصحافة عام 1966 من براغ ثم عمل مراسلا لإحدى القنوات التلفزيونية الجيكية. في الثمانينات عمل في مناطق كردستان العراق في صفوف المعارضة السرية لنظام صدام حسين. وهو حاليا رئيس تحرير جريدة (طريق الشعب).